# Matti Koskenniemi
Matti Koskenniemi (ur. 1908, zm. 2001) – fiński pedagog. 
Po ukończeniu studiów z zakresu chemii pracował jako nauczyciel, a następnie inspektor szkolny. Pracę doktorską z pedagogiki obronił w 1936 r. na Uniwersytecie Helsińskim. W latach 1944–1973 był profesorem pedagogiki. W pracy naukowej zajmował się głównie badaniem procesów społecznych w szkole, problematyką kształcenia nauczycieli oraz epistemologią pedagogiczną. 

## Ważniejsze prace
- The School Population and Punishments (1960)